# Nissan IDx
La Nissan IDx è una concept car costruita dalla Nissan ed esposta in due versioni denominate Freeflow e Nismo al salone dell'automobile di Tokyo del 2013.

## La Nissan IDx Freeflow
La Nissan IDx Freeflow è un'elegante coupé due porte dal design rétro con quattro posti, realizzati in jeans blu, che si ispira alla Datsun 510. È dotata di trazione posteriore CVT. È stata predisposta per montare un motore 1.2 o 1.5 con una potenza massima 140 CV. Può raggiungere una velocità massima di 160 km/h e compiere un'accelerazione da 0 a 100 km/h in 10 secondi.

## La Nissan IDx Nismo

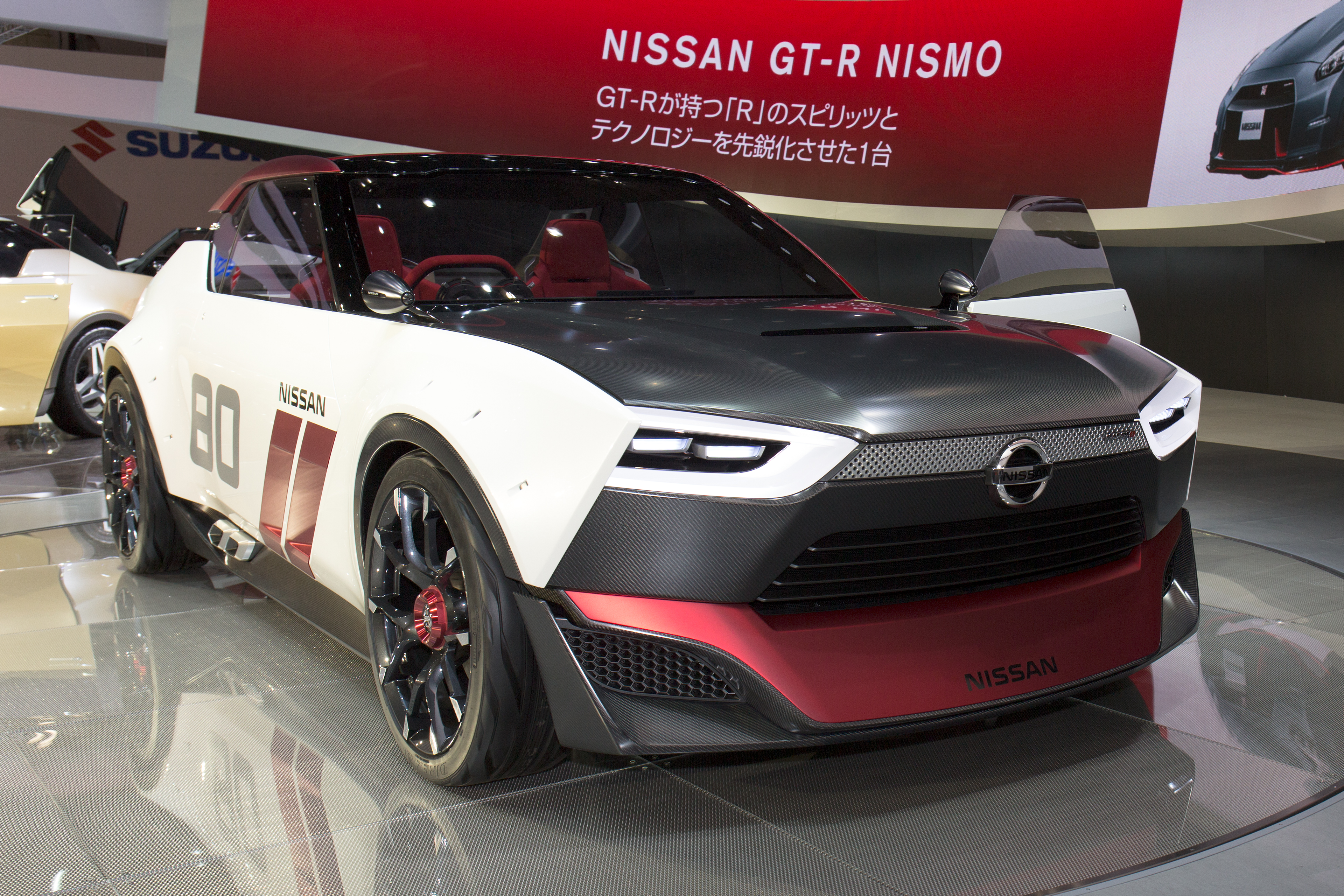
La Nissan IDx Nismo

La Nissan IDx Nismo, a differenza della Freeflow, è una coupé due porte con soli due posti dal design più aggressivo, ispirato alle Datsun 510 da gara. Gli interni, colorati con colori accesi come il rosso, sono ispirati ai simulatori di guida. L'auto è anche dotata di un contagiri e di un indicatore della velocità che ricordano i vecchi cronometri a mano. Anch'essa è dotata di trazione posteriore CVT. Ha lo stesso motore della Nissan Juke Nismo, ossia un 1.6 DIG-T capace di erogare a una potenza di 200 CV e che permette alla vettura di raggiungere una velocità massima di 209 km/h e compiere un'accelerazione da 0 a 100 km/h in 7 secondi.
È stata guidata da Jay Leno, che l'ha definita un'auto semplice e facile da guidare, come ai "vecchi tempi".

## Produzione
Venne annunciato che entro il 2018 sarebbe stata prodotta almeno una delle due versioni della IDx, come principale concorrente della Toyota GT86 e della Subaru BRZ, puntando principalmente su un pubblico giovanile, questo non è mai avvenuto. Il design delle vetture, infatti, oltre ad ispirarsi alla Datsun 510 è stato realizzato seguendo i gusti dei nativi digitali. Se La Freeflow e la Nismo fossero entrate in produzione,  avrebbero avuto un prezzo di 18.000 e 25.000 euro.